# オットー1世 (ブラウンシュヴァイク＝リューネブルク公)
オットー1世（Otto I., 1204年 - 1252年6月9日）は、神聖ローマ帝国の領邦君主の1人で、ブラウンシュヴァイク＝リューネブルク公（在位：1235年 - 1252年）。ヴェルフ家出身で、ブラウンシュヴァイク＝リューネブルク家の祖。ハインリヒ獅子公の末子のリューネブルク公ヴィルヘルムとデンマーク王ヴァルデマー1世の娘ヘレネの一人息子。伯父の神聖ローマ皇帝オットー4世との区別のため、幼童公（das Kind）とも呼ばれる。

## 生涯
1213年に父が没し、その領土を相続した。1218年、1227年に2人の伯父オットー4世と元ライン宮中伯ハインリヒ5世が没したので彼らの領土も継承したが、北ドイツの所領を巡って母方の伯父に当たるデンマーク王ヴァルデマー2世と衝突したこともある。1235年、マインツで帝国議会が開かれ、神聖ローマ皇帝フリードリヒ2世からブラウンシュヴァイク＝リューネブルク公に叙爵された。
1252年、リューネブルクで没した。遺領は2人の息子アルブレヒト1世とヨハンが共同で相続したが、後に領土を分割、アルブレヒト1世はヴォルフェンビュッテル侯領を、ヨハンはリューネブルク侯領を統治した。後にヨハンの子孫は断絶、アルブレヒト1世の子孫はリューネブルク侯領も継承、18世紀にはリューネブルク系のハノーファー選帝侯ジョージ1世がイギリス王位も継承、ハノーヴァー朝を開いた。ヴォルフェンビュッテル系も19世紀にブラウンシュヴァイク公国を成立させた。

## 子女
1228年、ブランデンブルク辺境伯アルブレヒト2世の娘マティルデと結婚、10人の子を儲けた。
1. マティルデ（? - 1295年/1296年） - アンハルト＝アッシャースレーベン侯ハインリヒ2世と結婚
2. ヘレネ（1231年 - 1273年） - テューリンゲン方伯ヘルマン2世と結婚、ザクセン公アルブレヒト1世と再婚。
3. オットー（? - 1247年）
4. エリーザベト（1230年頃 - 1266年） - ホラント伯、ドイツ対立王ウィレム2世と結婚
5. アルブレヒト1世（1236年 - 1279年） - ブラウンシュヴァイク＝リューネブルク公、ヴォルフェンビュッテル侯
6. ヨハン（1242年 - 1277年） - ブラウンシュヴァイク＝リューネブルク公、リューネブルク侯
7. オットー（? - 1279年） - ヒルデスハイム司教
8. コンラート（? - 1300年） - フェルデン司教
9. アーデルハイト（? - 1274年） - ヘッセン方伯ハインリヒ1世と結婚
10. アグネス（? - 1302年） - リューゲン侯ヴィツラフ2世と結婚

| 爵位・家督 | 爵位・家督                                             | 爵位・家督                   |
| ---------- | ------------------------------------------------------ | ---------------------------- |
| 先代 新設  | ブラウンシュヴァイク＝リューネブルク公 1235年 - 1252年 | 次代 アルブレヒト1世、ヨハン |